# 尼泊爾伊斯蘭教
伊斯蘭教，是尼泊爾第三大宗教，根據2021年人口普查，穆斯林佔尼泊爾人口5.09%(148.3萬)。
伊斯蘭教由印度裔穆斯林传入尼泊爾，根據2006年的人口普查尼泊爾人口的4.2%是穆斯林。然而最近的估計表明穆斯林約佔人口的5%-10%。伊斯蘭教被認為是由印度的穆斯林引入尼泊爾南方，然後在那裡傳播。

## 人口统计
根据2011年尼泊尔人口普查，尼泊尔约有1.164万穆斯林。他们几乎都住在特莱平原。穆斯林集中的地区是：Rautahat、Banke、Kapilvastu、Parsa、Mahotari、Bara和Sunsari。首都加德满都只有21,866名穆斯林（占总人口的1.25%）。全國穆斯林最多的城市是尼泊爾根傑。另外20%主要分佈在加德滿都和廓爾喀市以及西部山區。該社區有971,056人，約佔尼泊爾總人口的3.8%。